# Cody Lundin
Cody Lundin (n. Prescott, 15 de marzo de 1967) es fundador, director y profesor principal de la Escuela de Habilidades de supervivencia indígena, LLC en Prescott Arizona, es instructor de supervivencia en la intemperie, vida primitiva, preparador urbano en la Universidad Yavapai, profesor y miembro de la facultad en el Instituto Ecosa y coanfitrión de la serie de televisión Desafío x 2. Vive sin electricidad en una casa alimentada por energía solar y diseñada por él, en el desierto de Arizona, y al recolectar agua de lluvia y convertir en abono sus residuos evita pagar por servicios públicos. Lundin es conocido por no usar zapatos.

## Primeros años y educación
Lundin es hijo único, su padre sirvió en el ejército. Pasó su infancia mudándose constantemente hasta que finalmente se estableció en Wyoming, donde asistió a la escuela secundaria y preparatoria. Después de graduarse en la secundaria vivió en la calle, en un centro comunitario, en los patios de sus amigos y luego en un refugio mientras asistía a la universidad de Arizona. Lundin tiene un título en Psicología y Salud de la universidad Prescott.

## Carrera
Lundin fundó la Escuela de Habilidades de supervivencia indígena en el invierno de 1991 en Prescott, Arizona, donde enseña habilidades de supervivencia modernas en la naturaleza, habilidades primitivas de supervivencia, preparación urbana y vida autosustentable. Es conocido internacionalmente como instructor de supervivencia profesional con más de 20 años de experiencia en la práctica en la enseñanza. Lundin ha capacitado a agencias privadas, corporativas y gubernamentales, miles de estudiantes y docenas de medios de comunicación nacionales e internacionales, en las habilidades de preparación al aire libre y urbanas.
Ha aparecido en docenas de programas incluyendo The Today Show, TV Guide, Discovery Channel, Lifetime Television, The History Channel, Dateline NBC, CBS News, Fox News, USA Today, The New York Times, revista Playboy, Esquire magazine, Field & Streammagazine, The Donny and Marie Show y CBC Radio Uno en Canadá y ha sido consultado por National Geographic, PBS, the Travel Channel, the Federal Emergency Management Agency, the United States Forest Service, Copley News Service, y the British Broadcasting Corporation, entre otros.
En septiembre de 1999, Lundin fue galardonado como la tercera persona de la historia que aparecerá en la portada de la revista Backpacker compartiendo la historia de su escuela de supervivencia y sus filosofías.
Es autor de dos libros más vendidos de supervivencia, 98.6 Degrees: The Art of Keeping Your Ass Alive y When All Hell Breaks Loose: Stuff You Need to Survive When Disaster Strikes.
En 2004, Lundin fue anfitrión del programa de Discovery Channel Lost in the Wild donde impresionó al productor ejecutivo Steve Haggard, "En el mundo de la supervivencia en la naturaleza y en habilidades aborígenes, Cody Lundin es el mejor".

## Desafío x 2
Lundin fue un coanfitrión de la serie de televisión Desafío x 2 desde la primera hasta la tercera temporada. En el programa Lundin demostraba diferentes técnicas de supervivencia vistiendo pantalones cortos y mientras andaba descalzo. En la cuarta temporada fue reemplazado por Matt Graham.